# Spahi

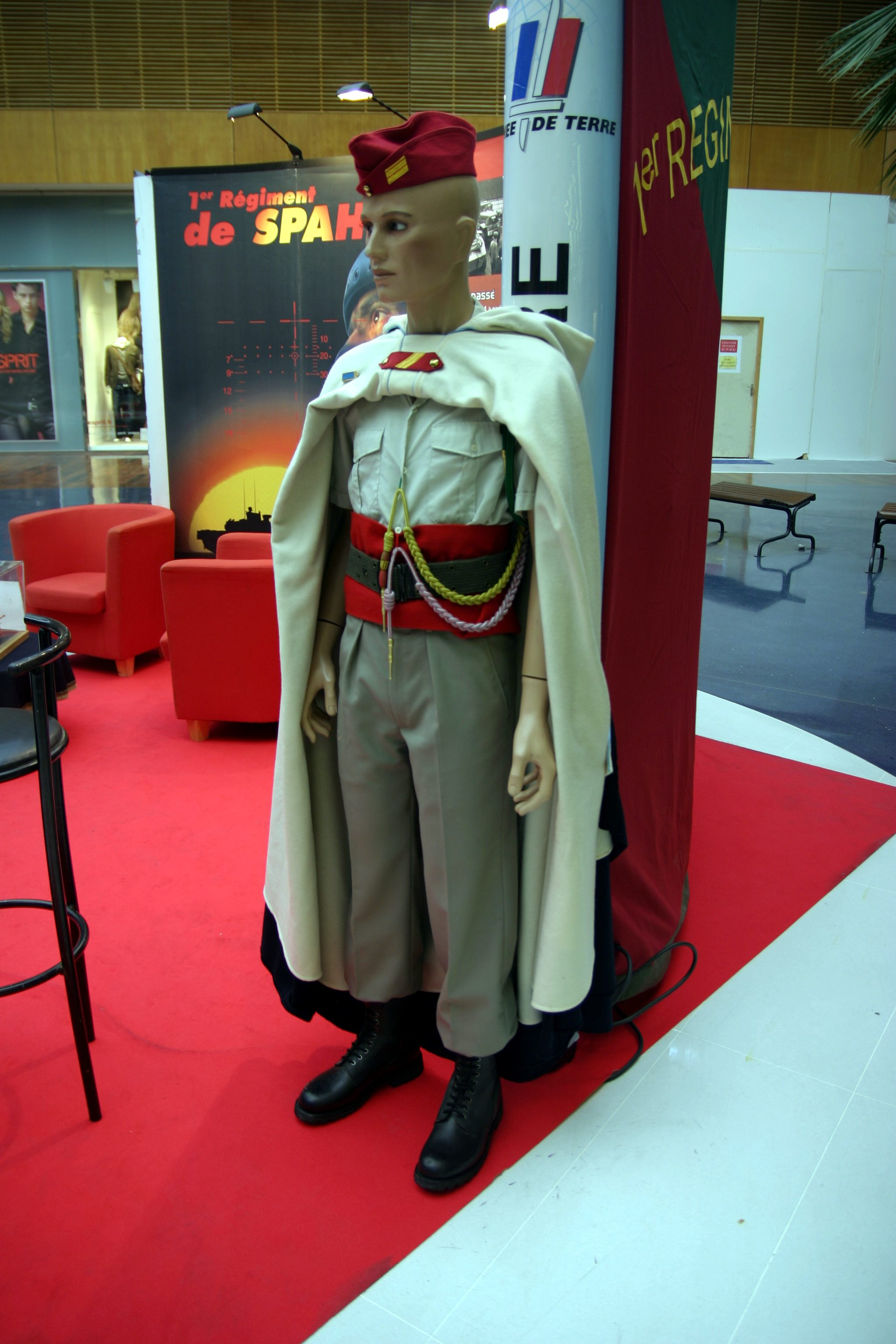
Um manequim vestido com uniforme de spahi francês.

Os spahis são tropas de cavalaria ligeira do exército francês recrutadas entre a população nativa do Norte de África comandadas por oficiais europeus.

## História

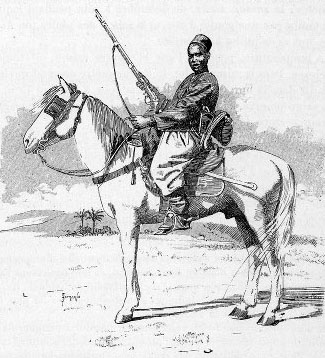
Um spahi senegalés, montado a cavalo, 1890.

As primeiras unidades de spahis coloniais formaram-se em 1831, na Argélia, Tunísia e Marrocos, e foram envolvidas em várias guerras, tanto nas colónias como na frente europeia. Durante a maior parte da sua história, os spahis do Exército de Terra Francês vestiam um uniforme ao estilo turco otomano, similar ao dos zuavos, mas com o característico albornoz argelino. Na cabeça usavam o guennour, um tipo de turbante, ou fez (chamado oficialmente chéchia) que caracterizava aos corpos coloniais do exército francês. Como o resto de tropas coloniais francesas, em 1915, o uniforme de campanha passou a ser de cor caqui, mas conservando detalhes próprios do desenho original, bem como o chapéu fez. A maior parte das unidades de spahis do exército francês foram extintas em 1962, com a extinção do exército colonial francês. Para manter a tradição, o exército francês mantém um único regimento de spahis, mas agora formado por cidadãos franceses, aquartelado em Valence, no departamento de Drôme, em França.

## Miscelânea
Maximiliano Morrel, um das personagens principais de O conde de Montecristo, de Alexandre Dumas, é capitão de spahis.